# Christian Gottlieb Bonz
Christian Gottlieb Bonz (* 20. Juni 1820 in Böblingen; † 29. März 1853 ebenda) war ein deutscher Apotheker, Chemiker und Unternehmer.

## Leben
Sein Vater Josef Gottlieb Bonz (1787–1860) absolvierte sechs Jahre eine Apothekerlehre in Frankfurt, war danach Gehilfe in Mainz und legte in Lausanne die Examen zum Apotheker ab. 1812 legte dieser in Stuttgart das „Gehilfenexamen“ ab, um als Chemiker arbeiten zu dürfen,  da die Schweizer Universitätsabschlüsse in Württemberg nicht anerkannt wurden. Ein Apothekerexamen erwarb er nie, da er dazu im Besitz einer Apotheke sein musste. 1812/13 war er Apothekergehilfe in Stuttgart und bis 1815 in Frankfurt bei seinem Lehrherrn. Josef Gottlieb Bonz wurde 1815 von Metzger und Kayser für den Aufbau einer chemischen Fabrik eingestellt und gründete 1819 mit Gottlob Klaiber in Böblingen selbst eine Chemische Fabrik. 1847 erwarb Josef Gottlieb Bonz die Anteile von G. Klaiber und übertrug diese teilweise seinem ältesten Sohn Christian Gottlieb Bonz (er hatte acht Kinder). Von nun an firmierte die Fabrik unter „Bonz und Sohn“, Chemische Fabrik. Christian lernte auch einige Monate bei Gotthilf David Schumann in Plieningen und war 5½ Jahre Gehilfe in der sehr erfolgreichen Fabrik seines Vaters in Böblingen. An der Universität Göttingen studierte er 2 Semester Pharmazie und legte 1847 sein Apothekerexamen in Stuttgart ab, um in die Fabrik seines Vaters einzutreten.
Er war in der chemischen Fabrik „Bonz und Sohn“ vorwiegend im Bereich Akquisition tätig, bis er mit 32 Jahren an einem Herzleiden verstarb. Seine Witwe heiratete den Apotheker Villinger, der einige Jahre Mitinhaber der Firma war. Neben Jobst war die Bonzsche Fabrik in Böblingen das bedeutendste Unternehmen der chemisch-pharmazeutischen Industrie in Württemberg. Nach seinem Tod übernahm sein jüngerer Bruder, der Chemiker Ernst Gottlieb Theodor Bonz (* 1832 in Böblingen – 1898 in Böblingen) die Partnerschaft mit dem Vater J. G. Bonz.